# دخانية سماقية
دخانيَّة سمّاقيّة أو شجرة الدخان الأوروبية أو شجرة الدخان الأوراسية أو العَرَبْرَب (الاسم العلمي: Cotinus coggygria)، نوع نبات مُزهر من جنس الدخانية وفصيلة البطمية. موطنهاالأصلي في منطقة كبيرة من جنوب أوروبا وفي الشرق عبر وسط آسيا وجبال الهيمالايا إلى شمال الصين.